# Lelek egipski
Lelek egipski (Caprimulgus aegyptius) – gatunek średniej wielkości ptaka z rodziny lelkowatych (Caprimulgidae). Wędrowny; zasiedla północną Afrykę (po Sahel, gdzie zimuje), Bliski Wschód i Azję po Kazachstan. Niezagrożony wyginięciem.

## Taksonomia
Gatunek opisał po raz pierwszy Martin Lichtenstein w roku 1823 pod obecnie używaną nazwą Caprimulgus aegyptius. Holotyp pochodził z górnego Egiptu. Populacja ze wschodu Syrii bywa wydzielana do podgatunku arenicolor, jednakże ich wymiary nie mają większego znaczenia, gdyż wymiary osobników tego gatunku wzrastają im dalej na wschód. Wyróżnia się dwa podgatunki.

## Podgatunki i zasięg występowania
Wyróżnia się następujące podgatunki:
- C. a. saharae Erlanger, 1900 – Maroko do zachodniego Egiptu. Zimują w zachodnim Sahelu[5].
- C. a. aegyptius M.H.K. Lichtenstein, 1823 – północno-wschodni Egipt poprzez Arabię do skrajnie zachodnich Chin, zachodniego Pakistanu, Tadżykistanu, Kazachstanu[5] i południowo-wschodniego Iranu. Zimują we wschodnim Sahelu.

## Morfologia
Długość ciała wynosi 25–26 cm, rozpiętość skrzydeł 63 cm. Skrzydła mierzą 196–207 mm, ogon około 129 mm, skok 20 mm. Średnia masa ciała to około 77 g. Upierzenie dobrze maskujące. W większości piaskowe, pokryte brązowymi lub czarnymi plamkami i paskami. Spód ciała jaśniejszy. U samców na lotkach występują białe plamy. Osobniki młodociane pokrywa równie wzorzysty puch.

## Ekologia i zachowanie

### Biotop
Środowisko życia stanowią pustynie, choć odnotowywano pojawienie się gatunku na sawannie czy obszarach trawiastych.

### Behawior
Okres aktywności przypada na zmierzch, kiedy to lelek egipski żeruje. Pożywienie stanowią w większości chrząszcze i ćmy, ale także muchówki, świerszczowate oraz uskrzydlone mrówki. Zdobycz łapie w locie, który ułatwiają mu długie skrzydła. Informacje, jakoby ptak ten miał używać echolokacji do zdobywania pożywienia, nie zostały potwierdzone i prawdopodobnie posługuje się wzrokiem, gdyż w środku nocy żerowanie ustaje.

### Lęgi
Biologia lęgów Caprimulgus aegyptius jest słabo poznana. Prawdopodobnie okres lęgowy przypada na sezonowy wzrost liczebności owadów. Nie buduje gniazda, jaja w liczbie 1–2 są składane bezpośrednio na piasku. Nie różnią się zbytnio od jaj lelka zwyczajnego (C. europaeus); są szarobiałe, pokryte żółtobrązowymi i szarolawendowymi plamkami. Okazy z Muzeum Brytyjskiego mają wymiary około 3×2 i 2,9×2 cm. W dzień obserwuje się przedstawicieli gatunku spokojnie wysiadujących jaja, jednak dane dotyczące długości inkubacji i podziału ról nie są znane; młode są karmione zwróconymi owadami.

## Status zagrożenia i ochrona
Przez IUCN lelek egipski klasyfikowany jest jako gatunek najmniejszej troski (LC, Least Concern). Liczebność światowej populacji nie została oszacowana, ale ptak ten opisywany jest jako pospolity, lokalnie rzadki. Trend liczebności populacji oceniany jest jako spadkowy ze względu na postępujące niszczenie siedlisk. Przez BirdLife International włączany jest do tzw. „trigger species” (gatunki, na podstawie których obecności wyznacza się Important Bird Area). Z obszarów chronionych zasiedla m.in. Rezerwat jeziora Burullus, Rezerwat jeziora Karun (Egipt), Park Narodowy Billizma (Algieria), Rezerwat przyrody Tigrovaya Balka (Tadżykistan) i Rezerwat Zarafszański (Uzbekistan).